# Salvador d'Horta

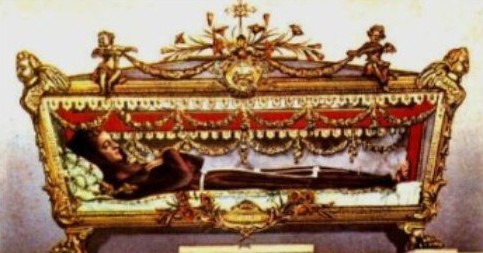
Urna amb el cos del sant a l'església de Santa Rosalia de Càller

Salvador d'Horta (Santa Coloma de Farners, desembre de 1520 - Càller, 18 de març de 1567), religiós franciscà i miracler popular, és venerat com a sant de l'Església catòlica, que en celebra la memòria litúrgica el 18 de març.

## Biografia

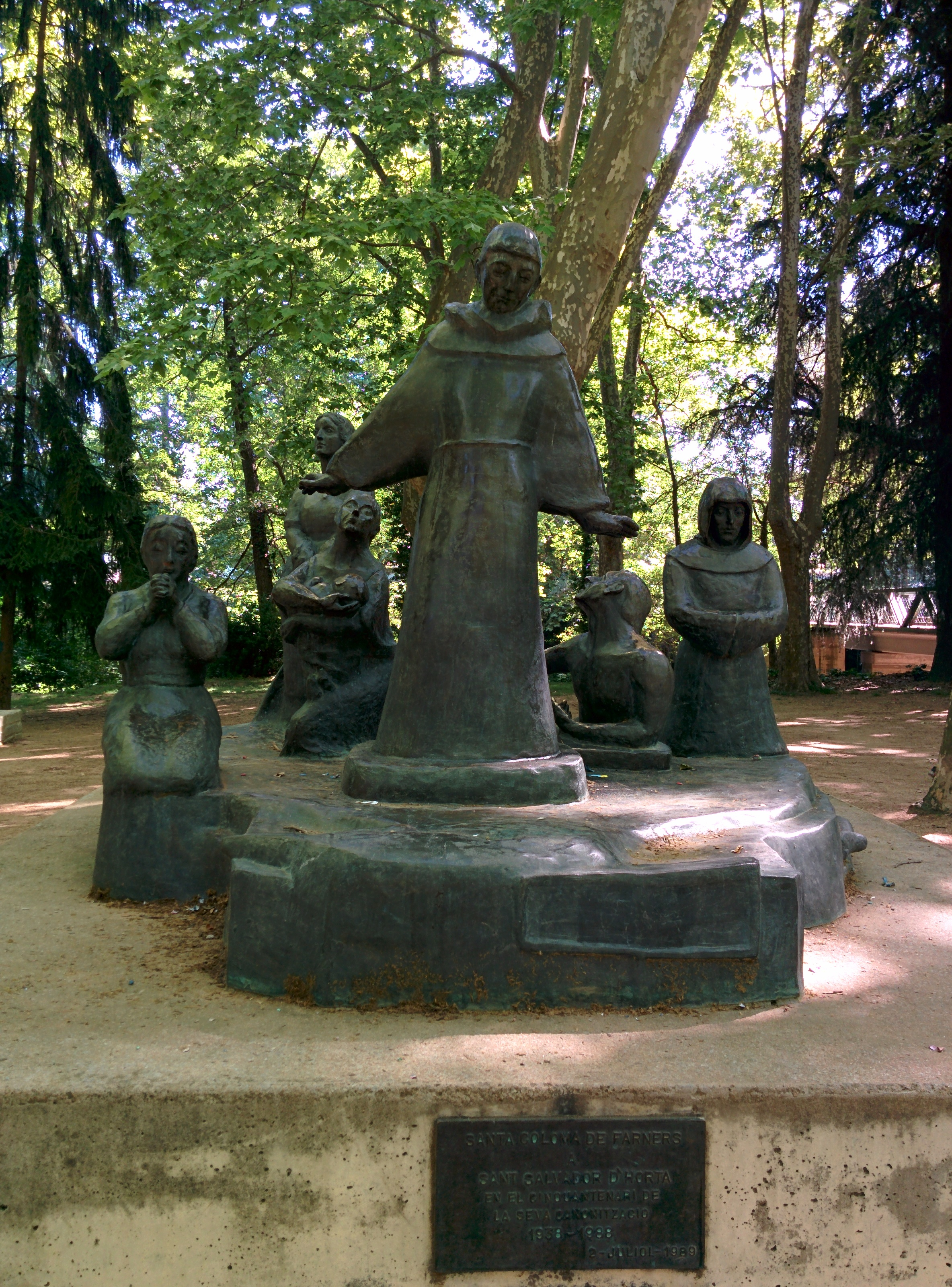
Monument al sant. Parc de Sant Salvador de Santa Coloma de Farners

El futur sant va néixer a Santa Coloma de Farners, a la comarca de la Selva, un dia de desembre del 1520. De nom Salvador Pladevall i Bien , va néixer a l'hospital de la vila, d'on els seus pares eren servents.
El 1534 va quedar orfe de pares i es va traslladar a Barcelona, on va exercir diversos oficis (entre els quals el de sabater) per mantenir-se a ell mateix i a la seva germana Blàsia. Quan la germana es va casar, el jove Salvador va poder fer realitat el seu desig de dedicar-se a la vida religiosa. Després d'una estada al monestir benedictí de Montserrat, el 3 de maig de 1541 va entrar al convent franciscà barceloní de Santa Maria de Jesús com a germà llec, amb el nom de fra Salvador. El 1542 va fer la professió religiosa i fou enviat al convent de Tortosa.
Més endavant el destinarien a diversos convents més, entre els quals el de Bellpuig, Horta de Sant Joan (on es va estar dotze anys, de 1547 a 1559), Reus i Madrid, on el va rebre el rei Felip II, a qui està recollit documentalment que es va adreçar en català . Va exercir sempre les tasques més humils i fatigoses, com ara porter o cuiner. Mentrestant, però, el frare rebia visites contínues de gent, que tenia fama de taumaturg i es deia que podia fer miracles. Aquesta fama de Salvador incomodava els mateixos confrares i els seus superiors, per la qual cosa fou objecte de canvis continus d'un convent a un altre. Precisament fou processat per la Inquisició a Barcelona a causa dels seus miracles, però va ser absolt dels càrrecs i no fou castigat.
La seva última destinació fou el convent de Santa Maria de Jesús a Càller (Sardenya), on va arribar el novembre del 1565. Hi va fer de cuiner i va continuar fent prodigis i miracles. En aquest convent va morir en olor de santedat arran d'una malaltia el 18 de març de 1567.

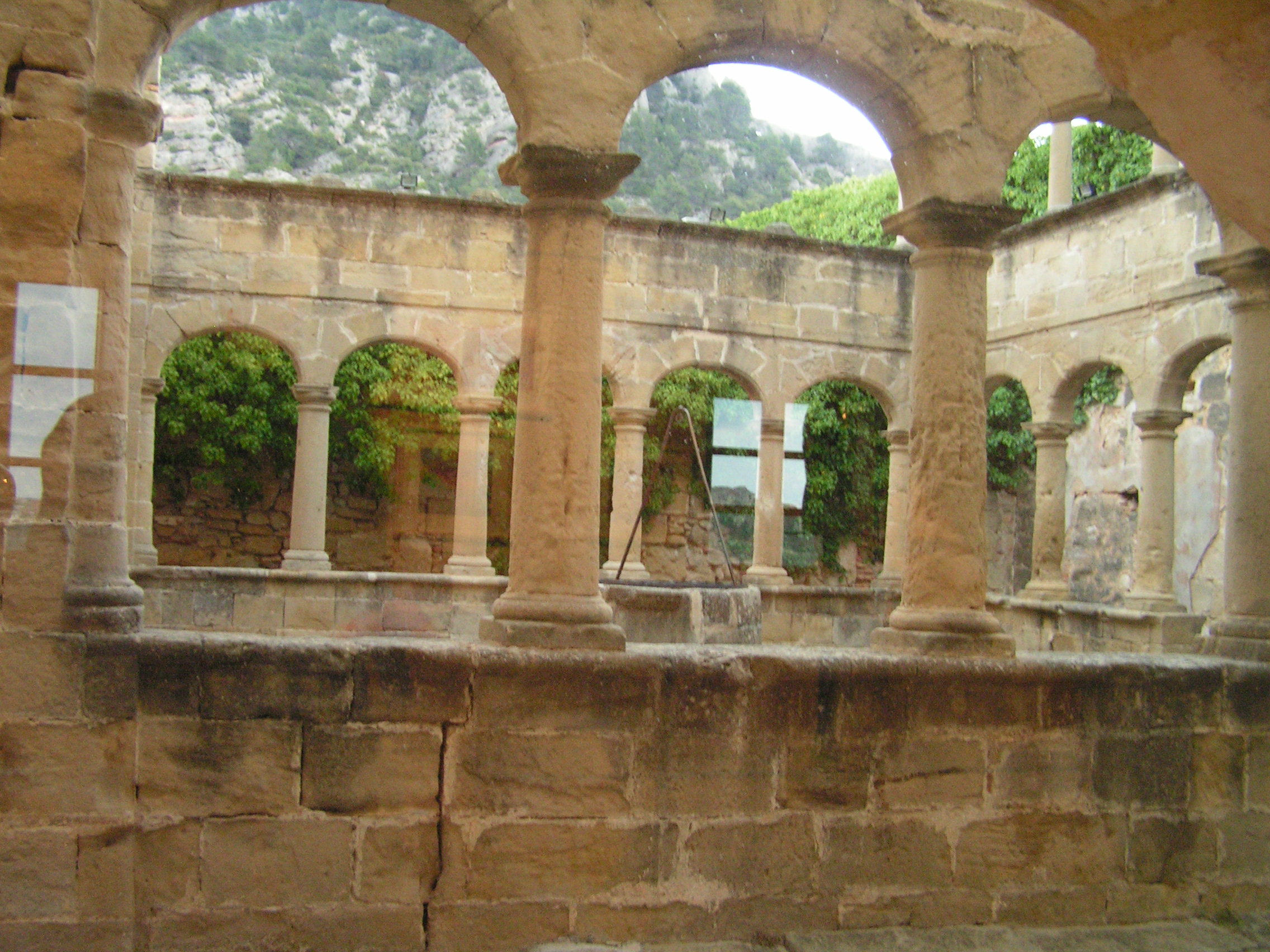
Claustre del convent franciscà d'Horta de Sant Joan, on sant Salvador va viure dotze anys
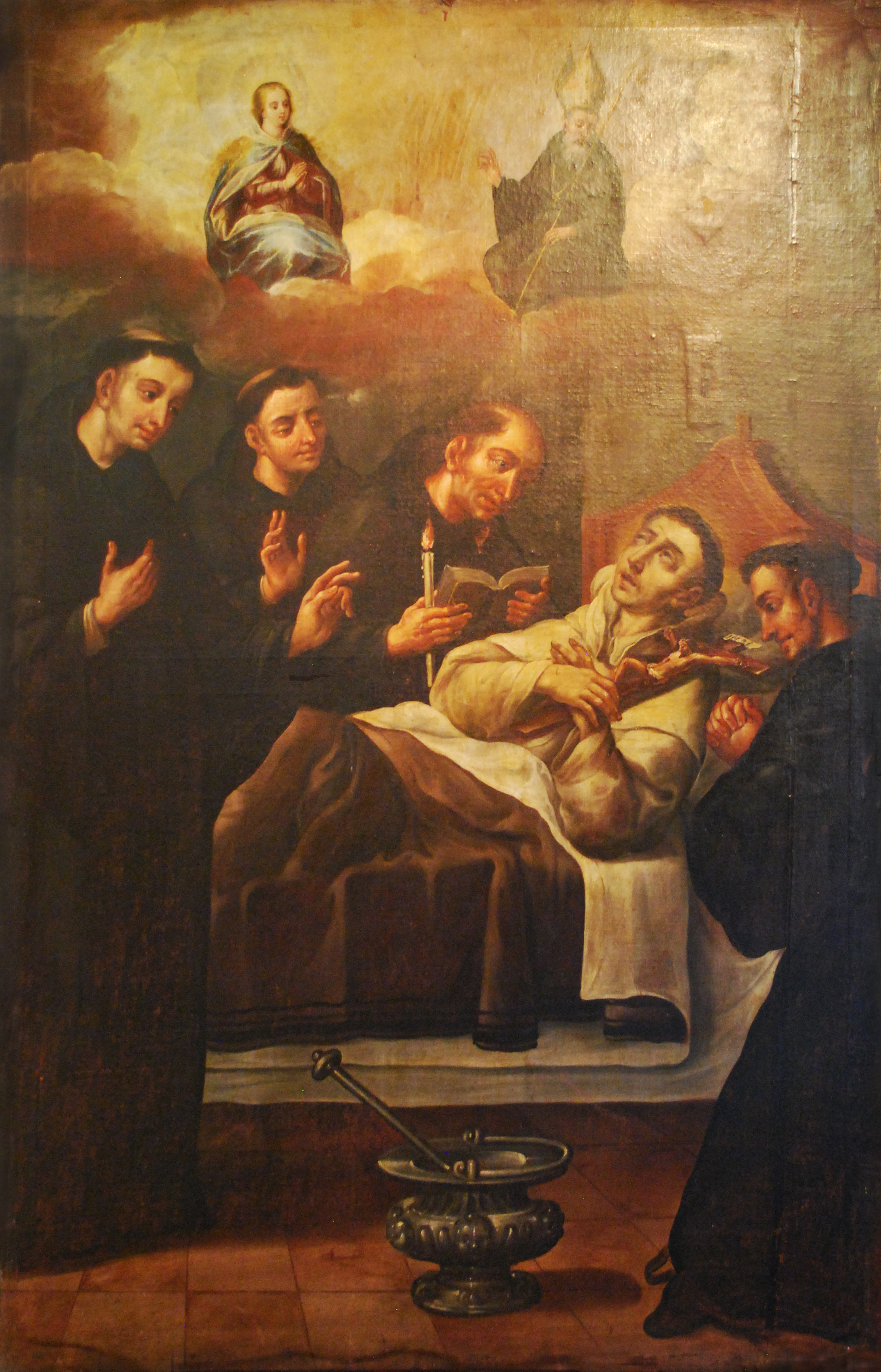
Mort del sant, pintura del s. XVIII (Zinacantepec, Mèxic, Museo Virreinal)
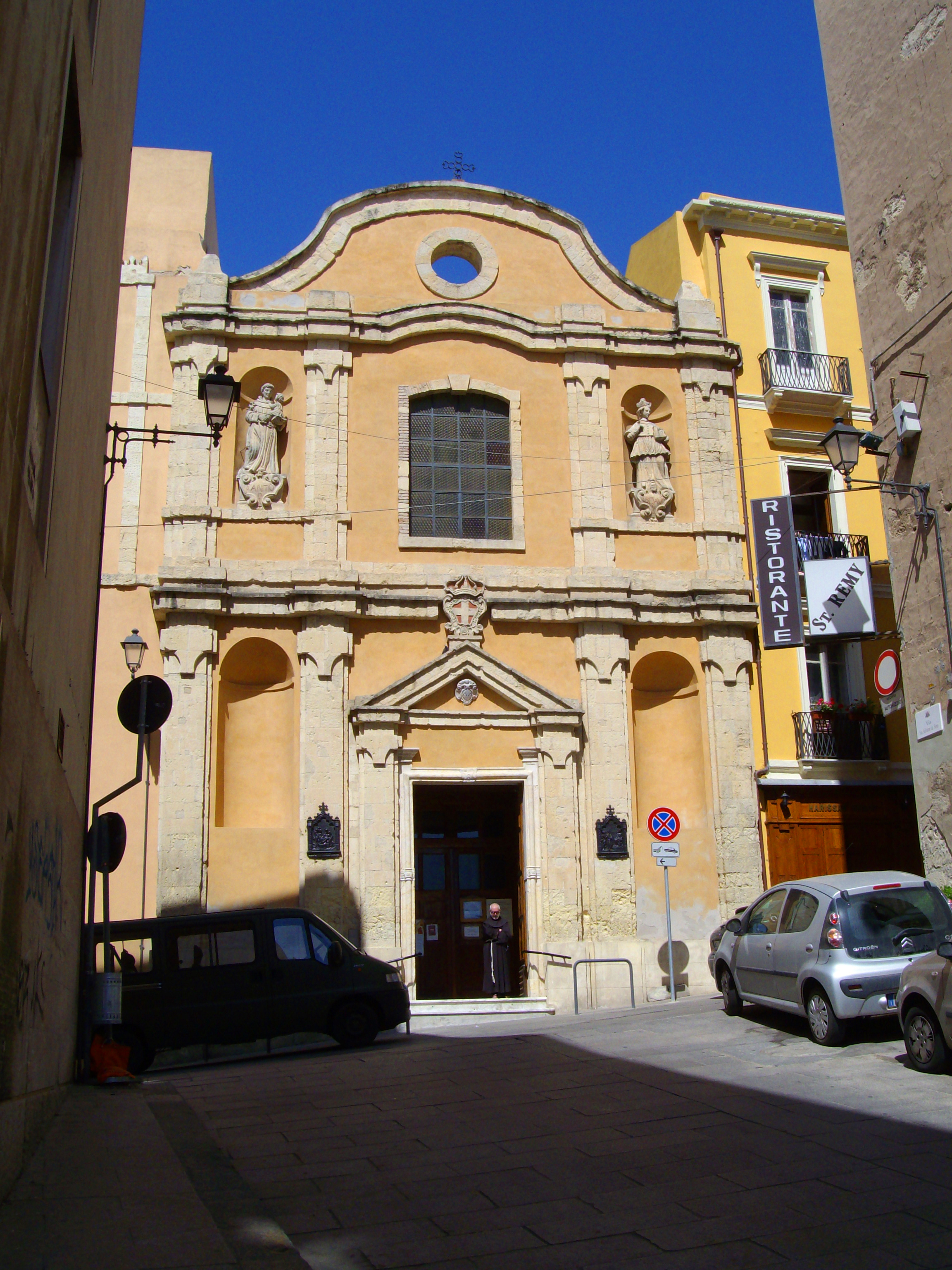
Església de Santa Rosalia de Càller, on es conserven les despulles del sant

## Canonització i culte
Fra Salvador d'Horta fou beatificat, sota requesta de Felip III de Castella, el 15 de febrer de 1606 pel papa Pau V. El 17 d'abril de 1938 fou canonitzat per Pius XI.
Les relíquies del sant es van conservar inicialment al convent de Santa Maria de Jesús, a Càller, lloc on va morir. El 1607 en fou sostret el cor, que van portar al convent franciscà de Sant Pere de Silki, prop de Sàsser.
El 1718, arran de la demolició de Santa Maria de Jesús, les despulles del sant foren traslladades primer a l'església de Sant Maur, al barri callerità de Vilanova (on encara se'n conserva una relíquia i el cofre de pedra que en contenia el cos) i, des d'allà, el 1758, a l'església de Santa Rosalia, al barri de la Marina. Santa Rosalia de Càller és el principal santuari de sant Salvador, on s'exposa el seu cos dins una caixa de vidre sota la taula de l'altar major, per a la veneració dels fidels.

### Llegenda del miracle de la nena muda
Un dels miracles més coneguts del sant relata que un dia un matrimoni vingut de Castella a Horta de Sant Joan li va demanar que guarís la seva filla, sordmuda de naixement. Salvador ho va fer i la noia, de seguida, va començar a parlar. Els pares li demanaren a Salvador que no entenien què deia, ja que només parlava en català; Salvador els va explicar que la nena parlava en català perquè era a Catalunya però que, tan bon punt tornessin a les seves terres, parlaria en castellà. Això ha fet que hagi estat un sant reivindicat per corrents nacionalistes catalans.